# Banque Algérienne du Commerce Extérieur
Die Banque Algérienne du Commerce Extérieur SA (BACE), Algerische Aussenhandelsbank AG, ist eine auf Handelsfinanzierung spezialisierte Schweizer Auslandsbank. Kerntätigkeit der BACE ist das Akkreditivgeschäft zwischen europäischen Ländern und Algerien.
Die in der Rechtsform einer Schweizer Aktiengesellschaft organisierte Bank wurde 1981 gegründet und hat ihren Sitz in Zürich. Sie ist laut eigenen Angaben die wichtigste Korrespondenzbank in Europa für Auslandsaktivitäten internationaler Firmen und Banken mit algerischen Wirtschaftssubjekten.
Die Banque Algérienne du Commerce Extérieur befindet sich zu je 50 Prozent im Besitz der Banque Nationale d’Algérie (BNA) und des Fonds National d‘Investissement.